# 별내신도시
별내신도시는 경기도 남양주시의 계획도시이다. 저소득 도시민의 주거안정을 위한 국민임대주택단지를 조성하고, 수도권의 주택난 해소 및 택지공급에 목적을 두고 실시된 사업이다. 구 별내면 덕송리, 화접리 등에 시작한 택지개발 사업이 대규모로 확대되면서, 해당지역을 별내동으로 분리하였다. 서울특별시와 구리시 경계에 위치하여 서울 등 도심 접근성이 용이하다.

## 시설

### 행정기관
- 별내동 행정복지센터
- 경기도구리남양주교육지원청
- 별내파출소
- 별내119안전센터
- 수도권119특수구조대

별빛도서관
- 별내동우체국

- 별빛도서관 1

### 교육기관
|  | - 화접초등학교 - 덕송초등학교 - 한별초등학교 - 샛별초등학교 - 별가람초등학교 | - 별가람중학교 - 한별중학교 | - 별내고등학교 - 별가람고등학교 |

## 교통

### 도로
수도권제1순환고속도로, 세종포천고속도로, 덕송-내각고속화도로 등이 별내동 일원을 지나가고 있으며, 수도권제1순환고속도로의 (별내)불암산영업소, 별내IC, 퇴계원IC가 있으며, 세포고속도로의 남별내IC와 덕송-내각리고속화도로의 서별IC와 동별내IC를 이용하여 별내신도시로 진출입을 쉽게 이용할 수 있다.

### 철도
● 수도권 전철 경춘선의 별내역이 이곳을 지나간다. 2022년 3월 19일에 ● 수도권 전철 4호선 별내별가람역이 개통되면서 북부 지역을 지나가고 있다. 2024년에 ● 수도권 전철 8호선 (별내선)이 개통 예정이다.

## 문화관광

### 가볼만한 곳
- 불암산
- 불암사
- 역사공원(조선초 단종조의 생육신生六臣 권절權節 (충숙공忠肅公)의 충신정려문(忠臣旌閭門)을 복원중건한 충신문이 있다)
- 구정 남재묘역
- 용암천
- 식송천
- 덕송천
- 불암천
- 별내동 카페거리
- 별내 체육공원 물놀이장
- 별내 장난감 도서관
- 산들소리수목원

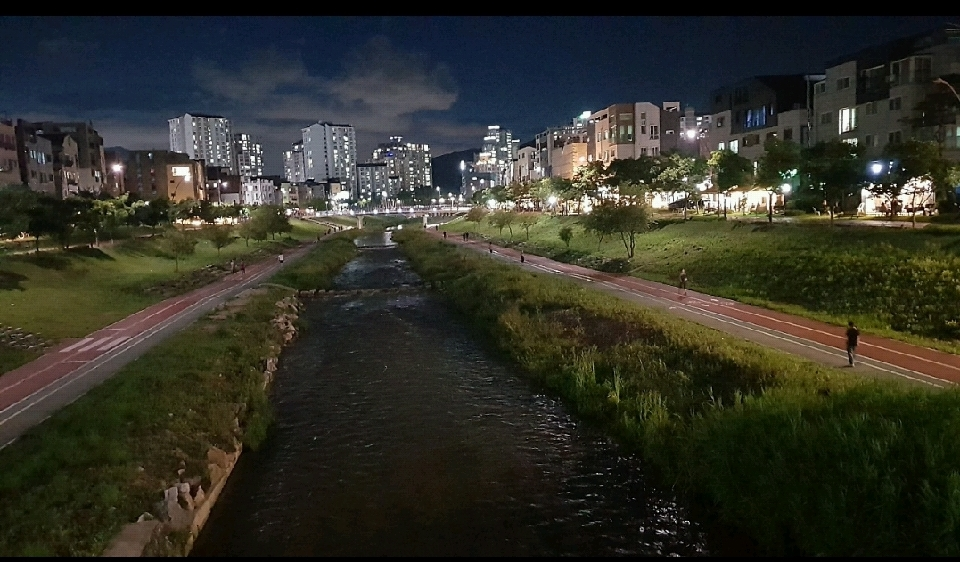
별내 용암천 1
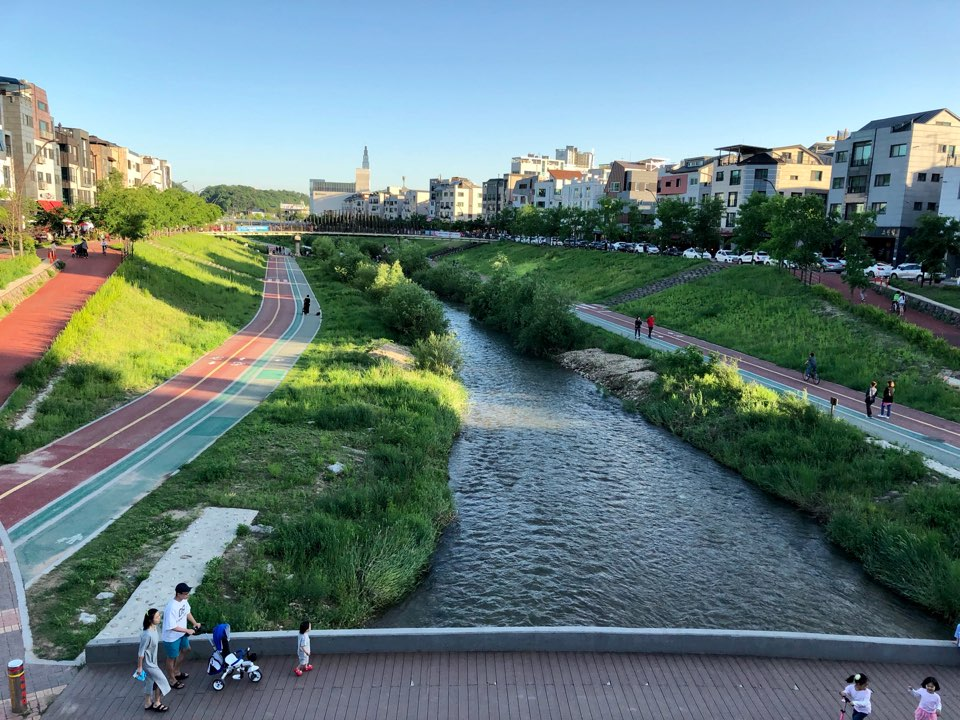
별내 용암천 2
별내 카페거리 1
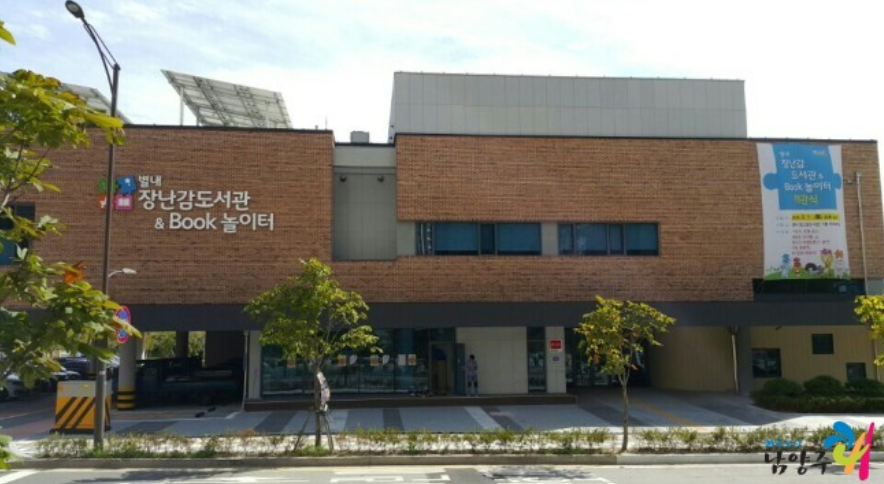
별내 장난감 도서관 1
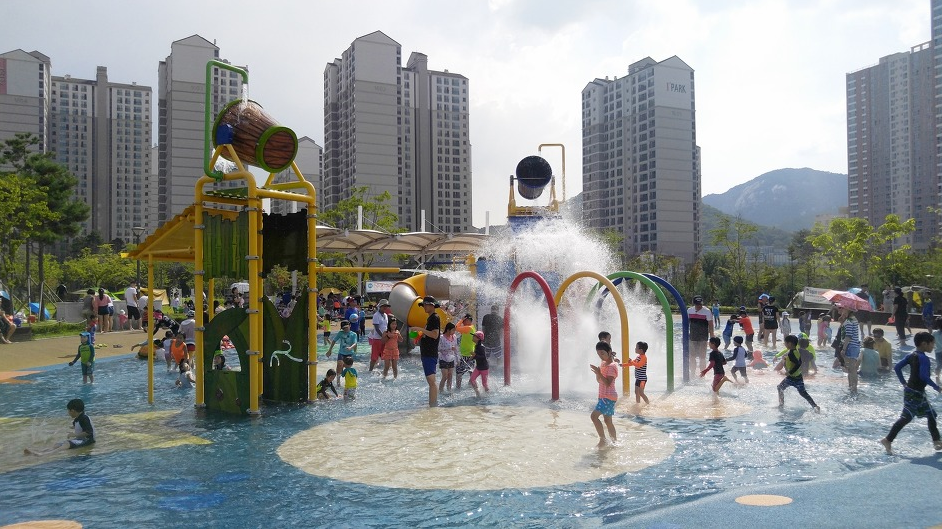
별내 체육공원 물놀이장 1

### 공원
- 제1호 근린공원(조선초 단종조의 생육신生六臣 권절權節 (충숙공忠肅公)의 충신정려문(忠臣旌閭門)을 복원중건한 충신문이 있다)
- 제2호 근린공원(우주행성 조형물과 생태로와 소나무 동산)
- 제3호 근린공원(야외 공연장과 생태연못)
- 제4호 근린공원(역사문화공원, 조선 개국공신 구정 남재 선생의 묘역과 세 개의 정자와 소나무숲)
- 제5호 근린공원(불암산 애기봉 등산로와 연결)
- 제6호 근린공원(은하수물길공원)
- 제7호 근린공원(용암천 앞 국궁장을 포함한 공원)

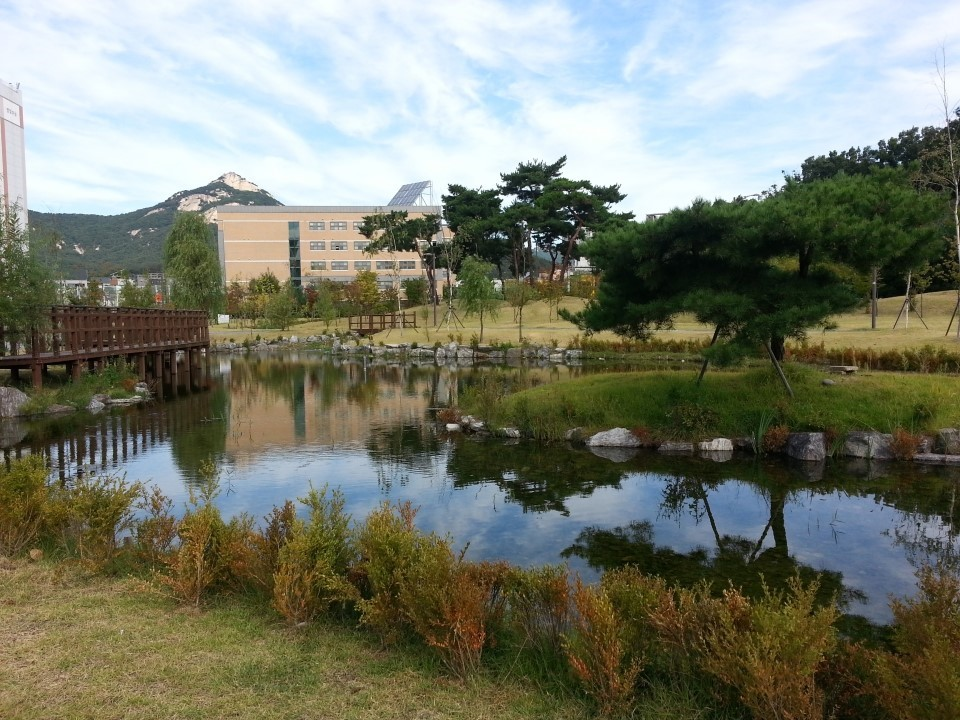
별내 은하수 물길 공원 1
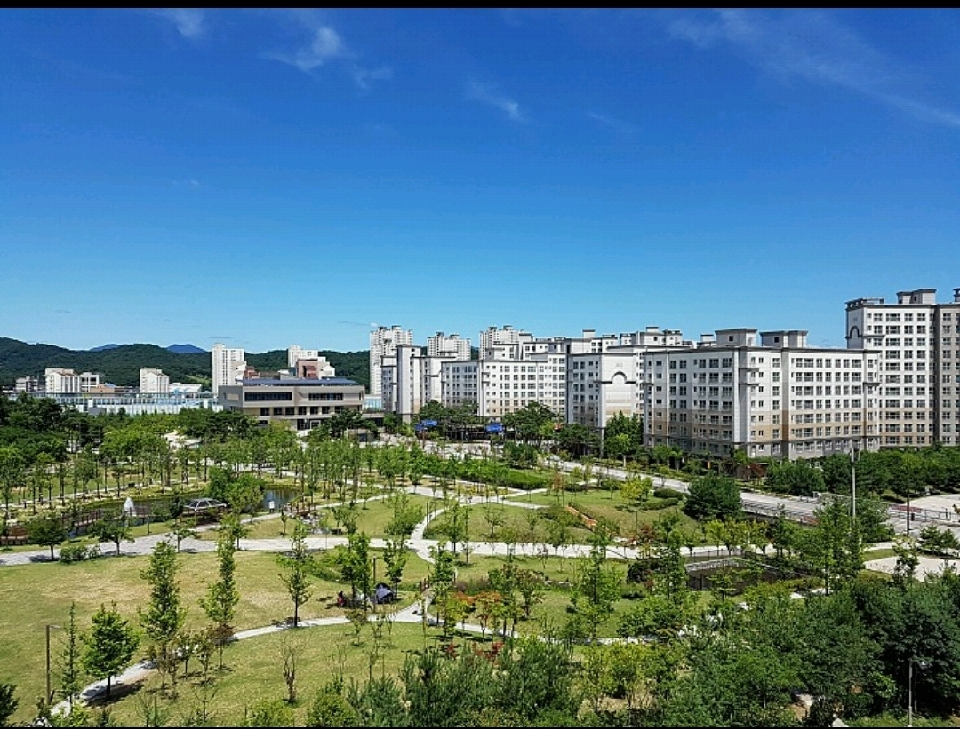
별내 은하수 물길 공원 2
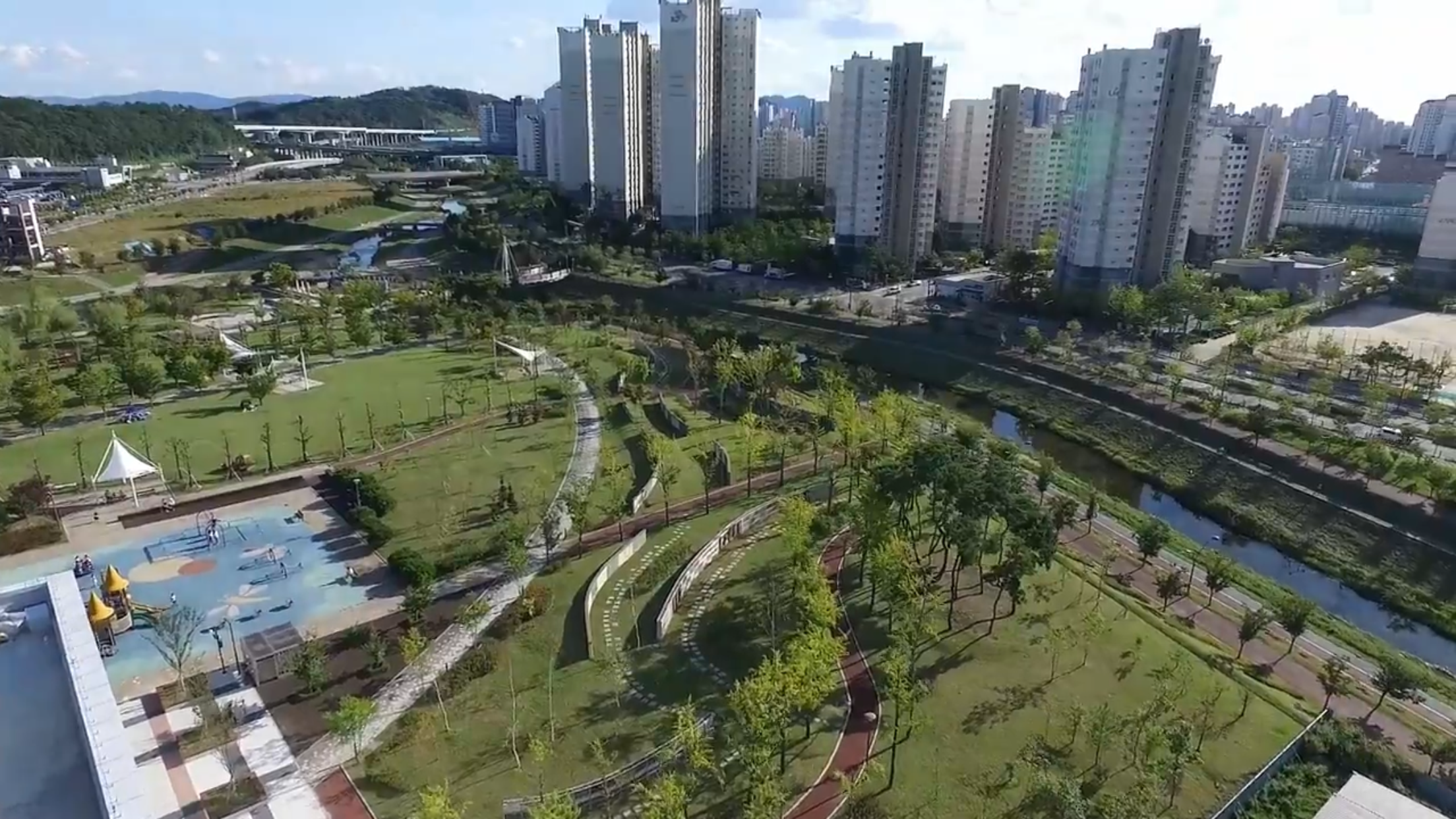
제3호근린공원 1
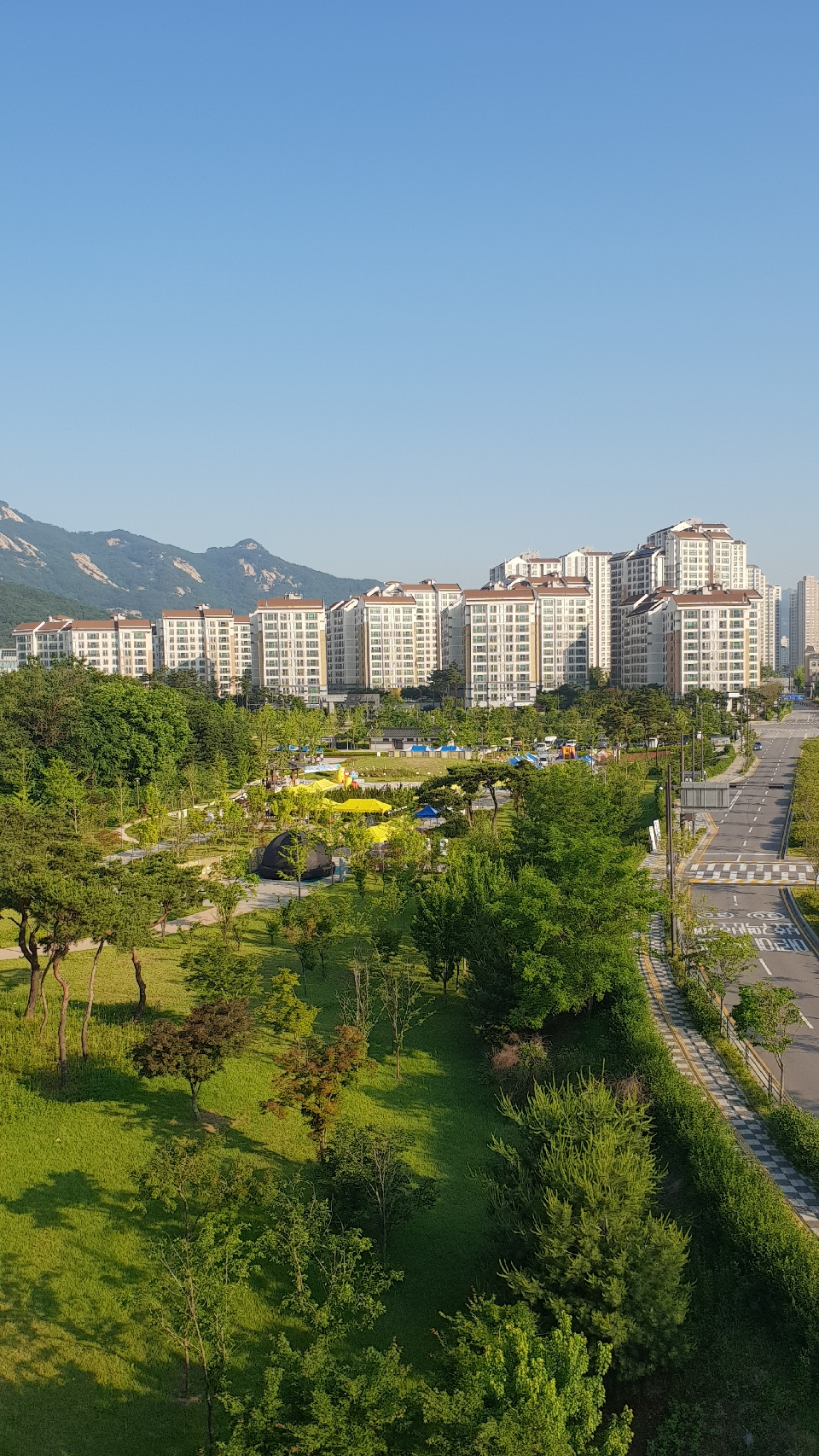
제4호근린공원 1
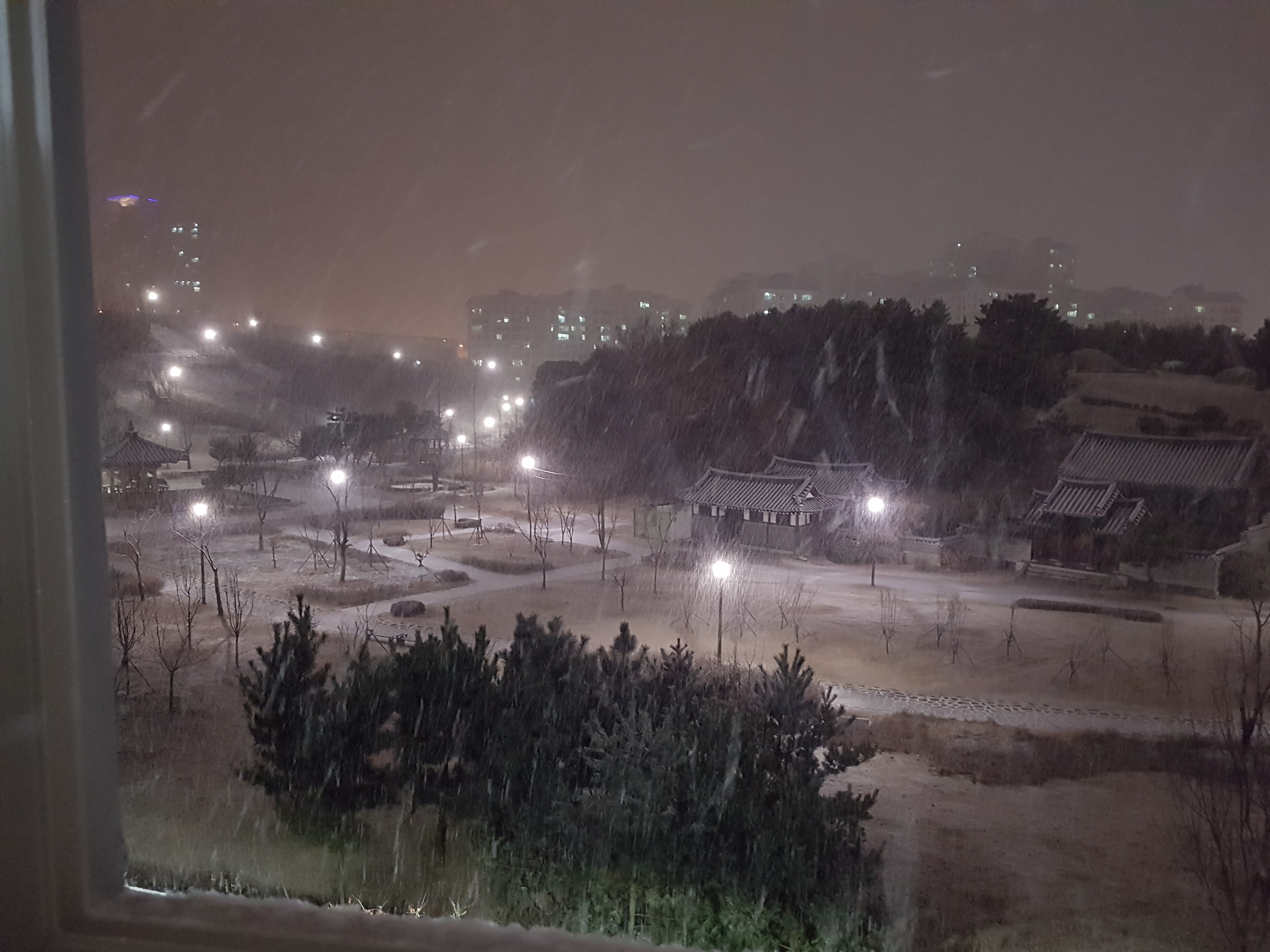
제4호근린공원 2
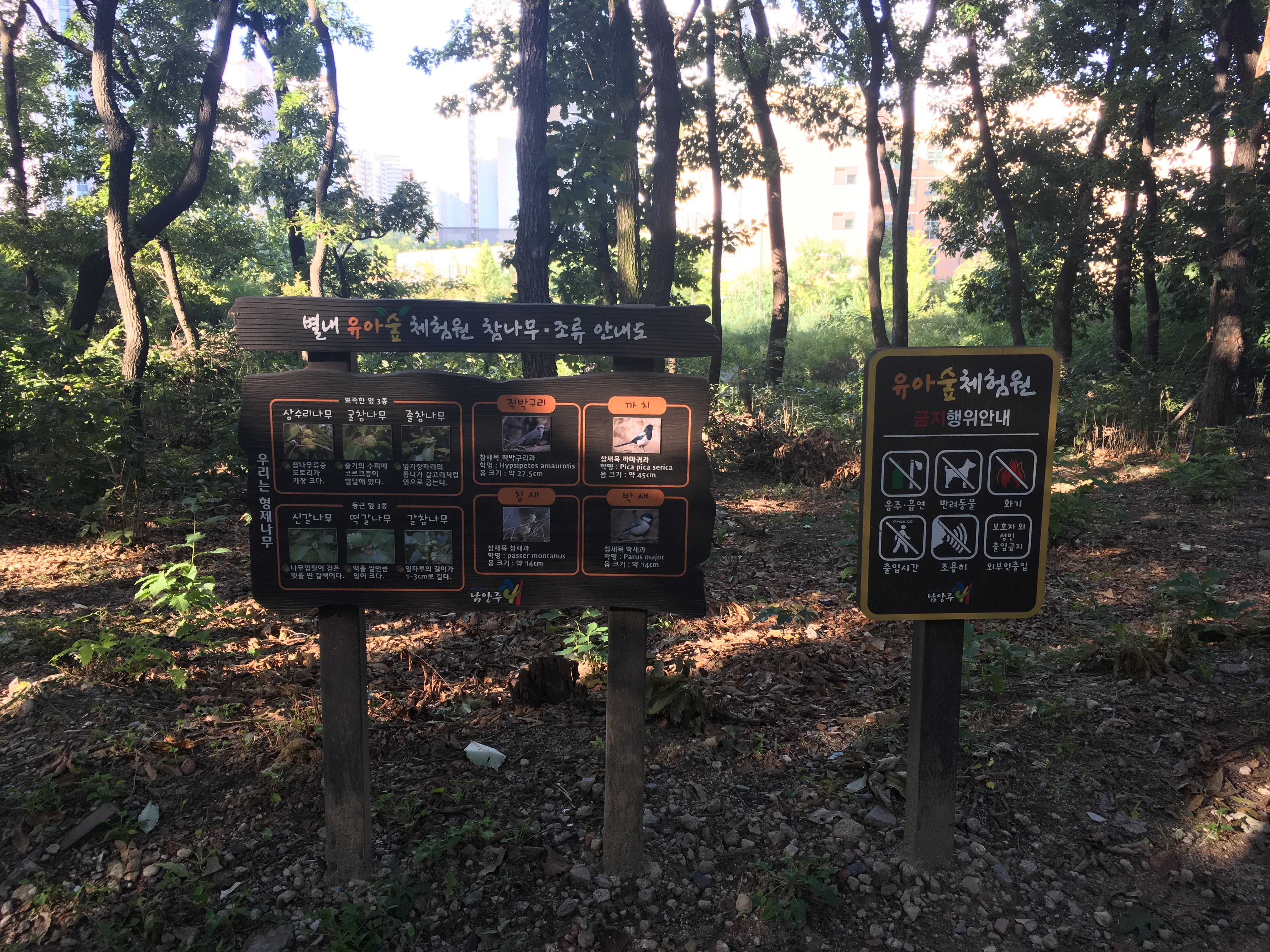
제5호근린공원 1
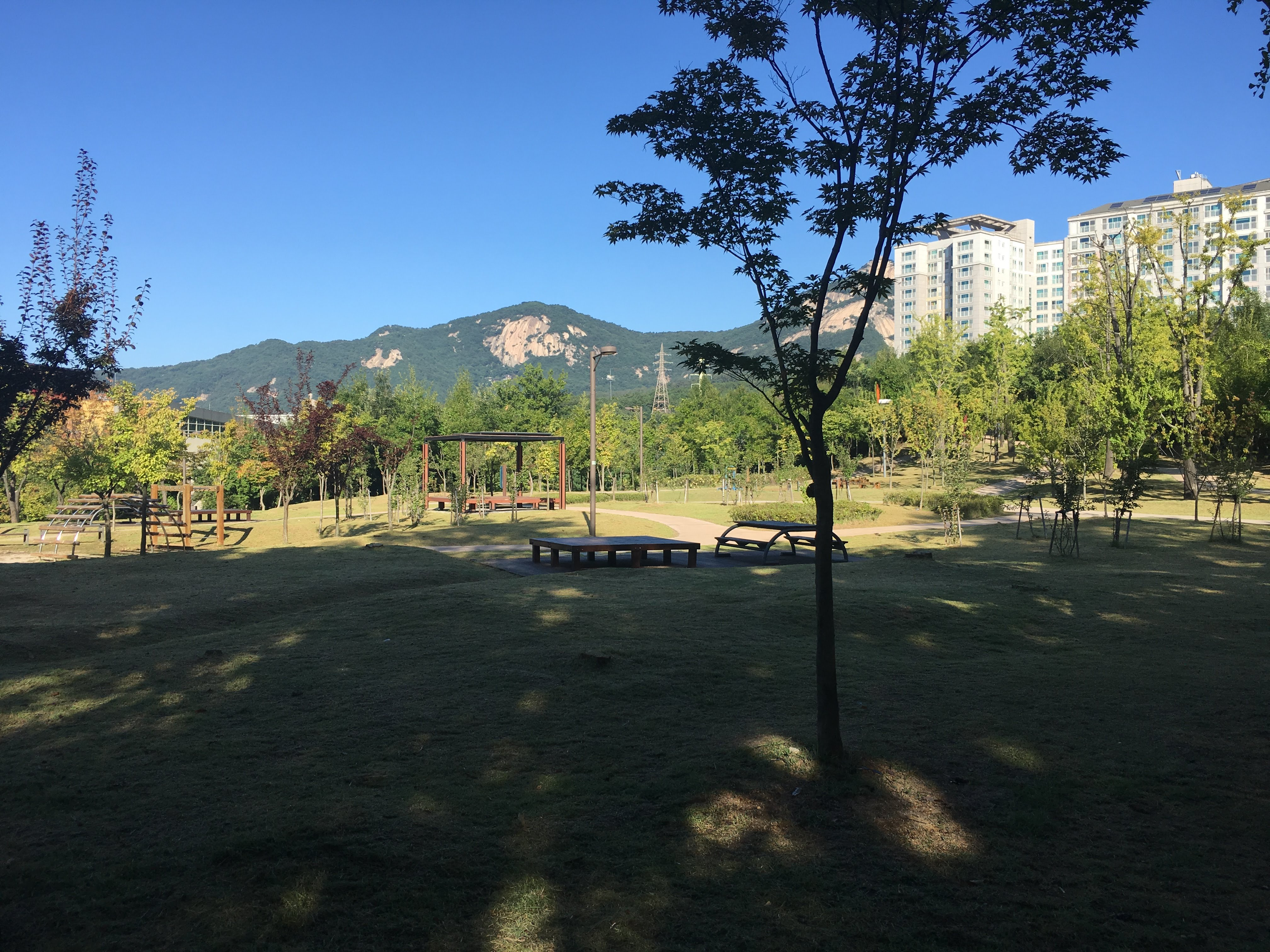
제5호근린공원 2

### 체육시설

별내 체육공원 축구장
- 별내체육공원 배드민턴장
- 별내빙상장
- 별내 체육공원 인공암장
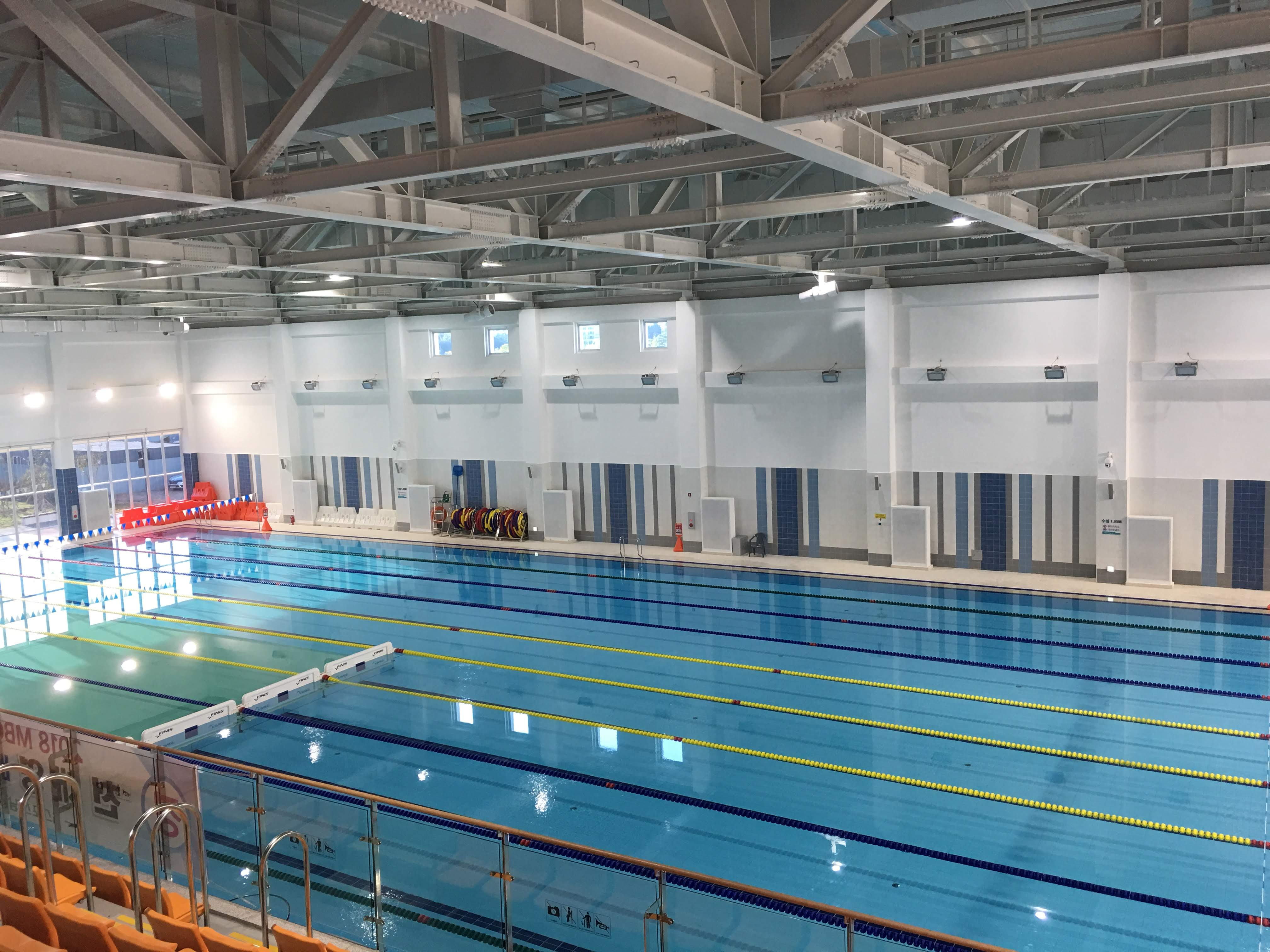
별내 아쿠아아레나50
- 별내 스타파크 야구장

- 별내 체육공원
- 아쿠아아레나1

### 쇼핑
- 별내 이마트
- 별내파라곤스퀘어(분양중)
- 별내메가볼시티(계획중)

## 같이 보기
- 별내동
- 다산신도시 (다산동)
- 남양주시